# Antranig Ayvazian
Antranig Ayvazian (ur. 29 sierpnia 1947 w Al-Hasace) – biskup ormiańskokatolicki pochodzący z Syrii, biskup eparchialny eparchii Kamichlié od 2022.

## Życiorys

### Prezbiterat
Święcenia kapłańskie przyjął 18 marca 1972 i został inkardynowany do eparchii Kamichlié. Pracował głównie jako duszpasterz parafialny oraz jako dyrektor eparchialnych szkół. Był także dyrektorem Radia Maria Armenia.

### Episkopat
Synod Kościoła ormiańskokatolickiego wybrał go biskupem eparchii Kamichlié. 20 sierpnia 2022 papież Franciszek zatwierdził ten wybór. Sakry udzielił mu 5 października 2022 patriarcha Raphaël Bedros XXI Minassian.